# Claude Jobert de Chambertin
Claude Jobert (né en 1701 à Montigny-sur-Aube et décédé le 5 mars 1768 à Gevrey-Chambertin) est un écuyer et secrétaire du roi Louis XV. Il a largement contribué à développer le négoce des vins de Bourgogne, et plus particulièrement à la célébrité du Chambertin, grand cru des vins de Bourgogne, y associant son nom, ainsi que d’autres appellations qui lui sont associées dont le Chambertin Clos de Bèze.

## Biographie

### Lancement de commerces
La parcelle historique des grands crus de Gevrey-Chambertin est d’abord plantée par les moines de l’abbaye de Bèze, d’où le nom de « Clos de Bèze ». Les moines le cèdent en 1219 au chapitre de la cathédrale de Langres, qui l’étend alors progressivement. Pendant le XVIIe siècle, le vignoble passe par différents baux et propriétaires successifs.
Claude Jobert en devient locataire par amodiation du chapitre de Langres en 1731, puis à partir de 1 750 propriétaires des trois quarts du Clos de Bèze, de 60 ouvrées de Chambertin et 500 autres ouvrées d’autres appellations à Gevrey-Chambertin, Morey-Saint-Denis et Chambolle-Musigny, soit un ensemble de plus de 25 hectares.
En 1752, il devient aussi propriétaire d’un hôtel particulier à Gevrey-Chambertin appartenant à une ancienne famille de la noblesse parlementaire de Dijon (Fyot de la Marche). S’installant, il procède aussi à des extensions notamment pour prévoir des bâtiments d’exploitation et une grande cave,.
Il obtient les titres d’écuyer et secrétaire du roi en la chancellerie près le Parlement de Bourgogne, ainsi que l’indique sa pierre tombale, Louis XV régnant alors en France. Habile en affaires, il développe la réputation et le commerce de ces vins, au-delà de toute attente. De propriétaire, il devient progressivement négociant en vins. Un bail de 1651 estimait à 30 livres la queue de vin (la mesure de référence) de Bèze ; un siècle plus tard, en 1761, il valait de 700 à 800 livres. La tradition locale indique qu’il part vendre son vin dans les principautés allemandes, devenant « marchand de vin de la Cour palatine ».
Claude Jobert obtient vers 1756 d’adjoindre son nom à celui du célèbre cru, devenant Claude Jobert de Chambertin. Pour preuve, si l’acte de mariage de sa fille Louise précise en 1753 « Claude Jobert, marchand », celui de son autre fille Marie-Guiette indique en 1757 « Sieur Claude Jobert de Chambertin, conseiller du Roi, questeur en chef de la Cour des monnaies de Dijon ».
Ses armes sont « d’azur à fasces de gueules, dans lequel nait un homme les bras tendus, et en pointe un lion surmonté d’un chevron abaissé de gueules ».
Un contentieux juridique oppose entre 1757 et 1761 Claude Jobert, le chapitre de Langres et un certain Etienne Benoist, fermier. Claude Jobert conserva en fin de compte la propriété du Clos Bèze, ce qui exclut le vignoble de la vente des biens d’Église lors de la Révolution française.

### Décès, sépulture et postérité
Il meurt le 5 mars 1768. Il est inhumé dans l’église Saint Aignan de Gevrey-Chambertin, devant l’entrée du chœur. Un de ses fils, Bénigne-Alexis, décédé en 1823 sans postérité, est inhumé sous l’auvent du porche occidental de l’église de Gevrey-Chambertin. Il est né le 28 octobre 1737 à Gevrey-Chambertin (l’acte d’état-civil précise que son père est « fermier de Mrs de Langres », ce qui confirme bien que Claude Jobert est en affaires avec le chapitre de la cathédrale de Langres depuis 1731, comme indiqué précédemment), et fut gendarme de la garde, écuyer, Chevalier de l’ordre royal et militaire de Saint Louis.
Le nom « Jobert de Chambertin » est éteint. Il subsiste une partie de l'hôtel particulier qu'il habitait, rue du Chambertin à Gevrey-Chambertin. Un portrait de Claude Jobert de Chambertin réapparaît lors d’une vente aux enchères au début de 2010. Cette huile sur toile de l’école française, datant des années 1740 ou 1750 comporte une étiquette manuscrite collée au revers de la toile : « Claude Jobert, secrétaire du roy ». Le tableau mesure 81,5 cm de hauteur sur 63 cm de largeur, avec un cadre de l’époque en bois sculpté et doré. Il est finalement acquis par la mairie de Gevrey-Chambertin, puis restauré.